# Mera (gmina)
Mera – gmina w Rumunii, w okręgu Vrancea. Obejmuje miejscowości Livada, Mera, Milcovel, Roșioara i Vulcăneasa. W 2011 roku liczyła 3453 mieszkańców.